# Козівка (Великогаївська сільська громада)
Козі́вка — село в Україні, у Великогаївській сільській громаді Тернопільського району Тернопільської області, України. До 2015 року центр Козівківської сільської ради. Від вересня 2015 року, ввійшло у склад Великогаївської сільської громади. До Козівки приєднано хутір Боднарка. На хуторі Боднарка є джерело сірчаної води.
Розташоване на річці Сороцька.
Населення — 686 осіб (2015).

## Географія
Козівка знаходиться в центральній частині Тернопільського району. Відстань до обласного і районного центру Тернополя — 25 км. До найближчої залізничної станції Прошова — 8 км. Найближче сільське поселення — Сороцьке. Також Козівка межує з такими селами як Магдалівка, Грабовець і Скоморохи.
Село розташоване на Подільській височині. Територія є переважно рівниною. Тільки в поодиноких місцях спостерігаються такі форми рельєфу як горби та долини. Через Козівку протікає річка Сорока, яка ділить село практично на дві рівні частини.
Клімат Козівки є помірно континентальний, з теплим вологим літом і м'якою зимою. Середня температура повітря коливається від — 3 °C у січні до +21 °C у липні. Середньорічна кількість опадів становить 470—550 мм.

### Ґрунти
У Козівці поширені ясно-сірі і сірі лісові ґрунти. Вони сформувалися на лесах і лесоподібних суглинках під лісовою рослинністю. Гумусовий горизонт у них незначний і майже безструктурний, уміст гумусу невеликий (1,3-1,8 %). Ці ґрунти мають кислу реакцію, і тому для підвищення їхньої родючості необхідне вапнування, внесення органічних і мінеральних добрив.
Розораність території села становить приблизно 70 %. Цей показник є одним із найвищих по всій Україні. В середньому кожне домашнє господарство має у своєму користуванні до 1,5-2 га землі. Проте більше як половина родючих ґрунтів села перебуває у тимчасовій власності середніх підприємців. Село виробляє велику кількість березового соку.

## Історія
Первісне поселення вперше згадується у письмових джерелах за 1458 р. під назвою Лозівка.
За переказами давнє поселення знаходилось у Яру, який називали Бендери, на південь від теперішньої Козівки. Під час татарських нападів поселення було зруйноване, а люди, що врятувалися, переселились поблизу р. Сороки, береги якої вкривали розкішні густі лози. Саме з цим пов'язують первісну назву села — Лозівка. Згодом у цих місцях почали розводити кіз і, напевно, через це село змінило свою назву на теперішню.
23 листопада 1918 р. польський відділ під командою полковника Ч. Рибінського, сформований в Одесі, перейшов кордон під Сатановим і направився до Тернополя. Він складався з 22 офіцерів і 700 жовнірів. Полковник ЗУНР Дмитро Вітовський вислав назустріч січовиків, які 27 листопада під с. Козівка оточили польський загін і взяли у полон. Решта групи, яка залишилася в Микулинцях склала зброю. Полонених відвезли до Тернополя.
В селі було створено військову організацію «Стшелєц», члени якої жорстоко били тих українців, які носили вишиті сорочки. Було організовано й інші польські товариства («Школа Людова», «Кулко Рольніче»).
1 серпня 1934 року в рамках реформи на підставі нового закону про самоуправління (23 березня 1933 року) увійшло до нової сільської гміни Баворів (Тернопільський повіт Тернопільського воєводства).
Осередок ОУН в селі було створено в 1939 р. Його очолювали Поляк Михайло, Гурин Йосип та Петрик Іван.
12 червня 2020 року, відповідно до розпорядження Кабінету Міністрів України № 724-р «Про визначення адміністративних центрів та затвердження територій територіальних громад Тернопільської області» увійшло до складу Великогаївської сільської громади.
19 липня 2020 року, в результаті адміністративно-територіальної реформи та ліквідації Тернопільського району, село увійшло до складу новоутвореного Тернопільського району.

## Виробничі функції села
Колгосп в Козівці було створено в 1945 р.
У селі діє фермерське господарство «Дідик 2012», яке спеціалізується на:
- вирощуванні зернових культур (крім рису), бобових культур і насіння олійних культур
- вирощуванні овочів і баштанних культур, коренеплодів і бульбоплодів
- змішане сільське господарство: виробництво продуктів борошномельно-круп'яної промисловості
- оптовій торгівлі зерном, необробленим тютюном, насінням і кормами для тварин.

## Населення
На даний час у селі проживає 686 осіб. У національному складі населення села українцям належить 99,6 %, 0,4 % становлять грузини. У Козівці є від'ємним природний приріст та висока смертність . Також відбувається переселення молоді села у міста; за останнє десятиліття у селі кількість жителів зменшилась на 100 осіб. У статево-віковій структурі населення в селі понад 57 % становлять жінки, а чоловіки — 43 %. 
За переписом населення України 2001 року в селі мешкало 786 осіб.

### Мова
Розподіл населення за рідною мовою за даними перепису 2001 року:
| Мова       | Відсоток |
| ---------- | -------- |
| українська | 99,75 %  |
| польська   | 0,13 %   |
| російська  | 0,13 %   |

## Релігія

Церква святого Миколая Чудотворця

Є церква святого Миколая Чудотворця (1888, кам'яна) Священиком є декан Великобірківський отець Василь Брегін, капличка (1991).

## Пам'ятки

Пам'ятник С. Бандері, 1992

Збереглася козацька могила, встановлений пам'ятний хрест на честь скасування панщини, споруджено пам'ятники воїнам-односельцям, полеглим у німецько-радянській війні (1968), Степанові Бандері (1992, скульптор Б. Григоренко, перший на Тернопільщині).

## Соціальна сфера
Діють загальноосвітня школа І-ІІ ступенів, Будинок культури, бібліотека, ФАП, відділення зв'язку.
Першу школу в селі відкрили у 1850 р. Навчання велося українською мовою і навчав дітей лише один вчитель. В 1894 р. було добудовано ще одну класну кімнату та закріплено ще одного вчителя. Управителями школи були поляки (Лібасовський, Роговський, Чесніковський, Рутка), а вчителями українці (Пастушенко, Паливода, Горошко, Федишин, Завадович, Петровський, Гриценівна (Грицина). Хоч школа офіційно була з українською мовою навчання, проте уже в 1 класі діти вчилися за польським букварем.
Ще з часів панської Польщі залишилося 2 фільварки: один з них належав Мохнацькому, а другий — Созанському.
Перед II світовою війною в селі було майже 500 господарств та проживало 2500 мешканців, у тому числі 85 поляків і 46 євреїв.

## Відомі люди

### Уродженці
- Володимир Снітинський (*1948) — ректор Львівського національного аграрного університету, Заслужений діяч науки і техніки України(1997), доктор біологічних наук (1989), академік НААНУ
- Білинський Йосип — український громадський діяч, меценат
- громадський діяч, меценат І. Дацик
- педагог і громадський діяч Євген Рій ,
- співак Й. Сагаль.

### Персоналії
- 1-й землевпорядник — В. Литвин (1995—1998 рр.)

## Топоніміка унікальних урочищ та населених пунктів Козівки
Західна частина села носить назву «Баба», північно-східна частина села називається «Радчий кут», а східна частина села має назву «хутір Боднарка». Південна частина села називається «Заріка», через те, що річка Сорока яка протікає через село ділить його практично на дві рівні частини — північну та південну.

## Галерея

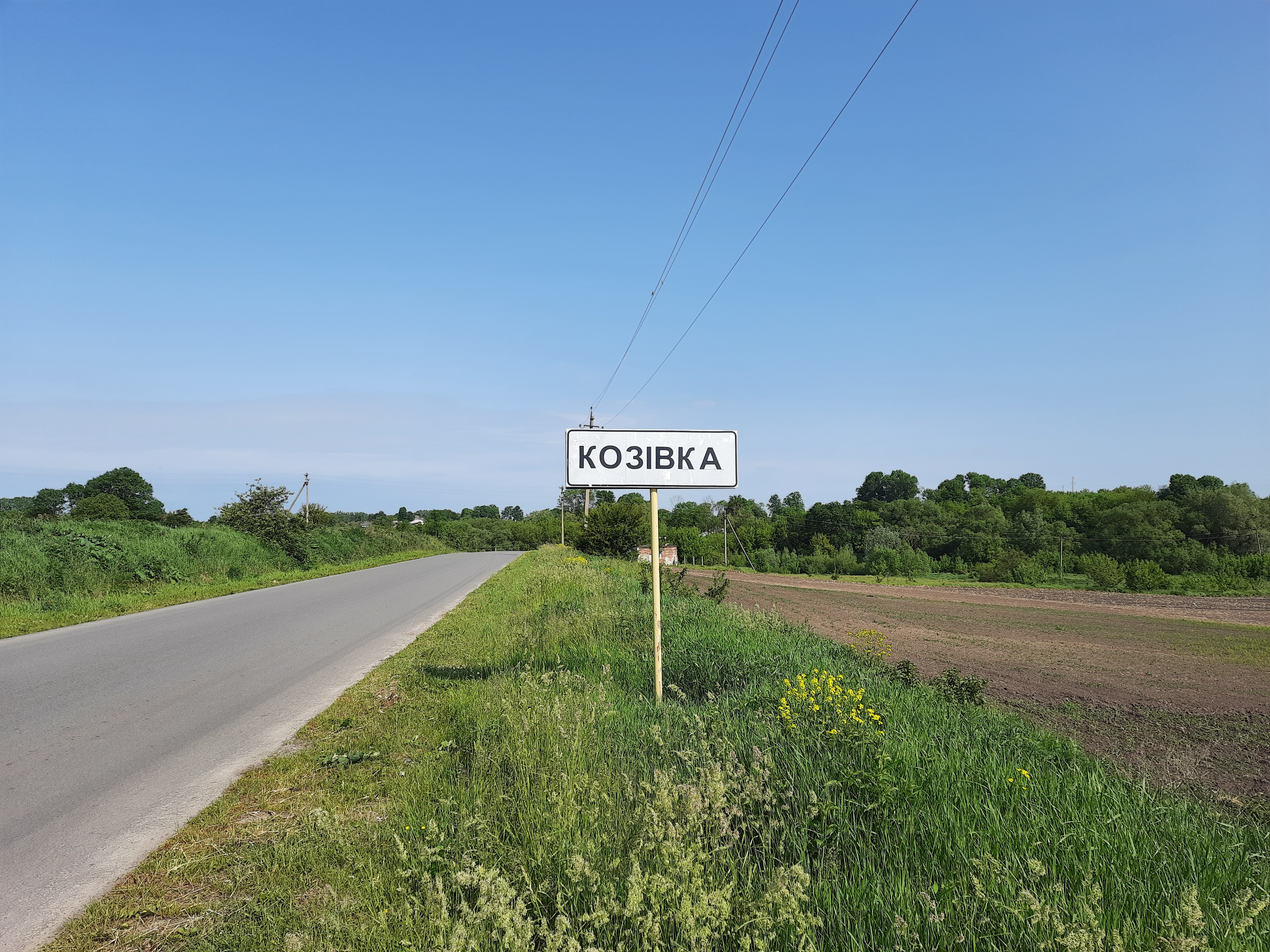
Дорожній знак при в'їзді в село
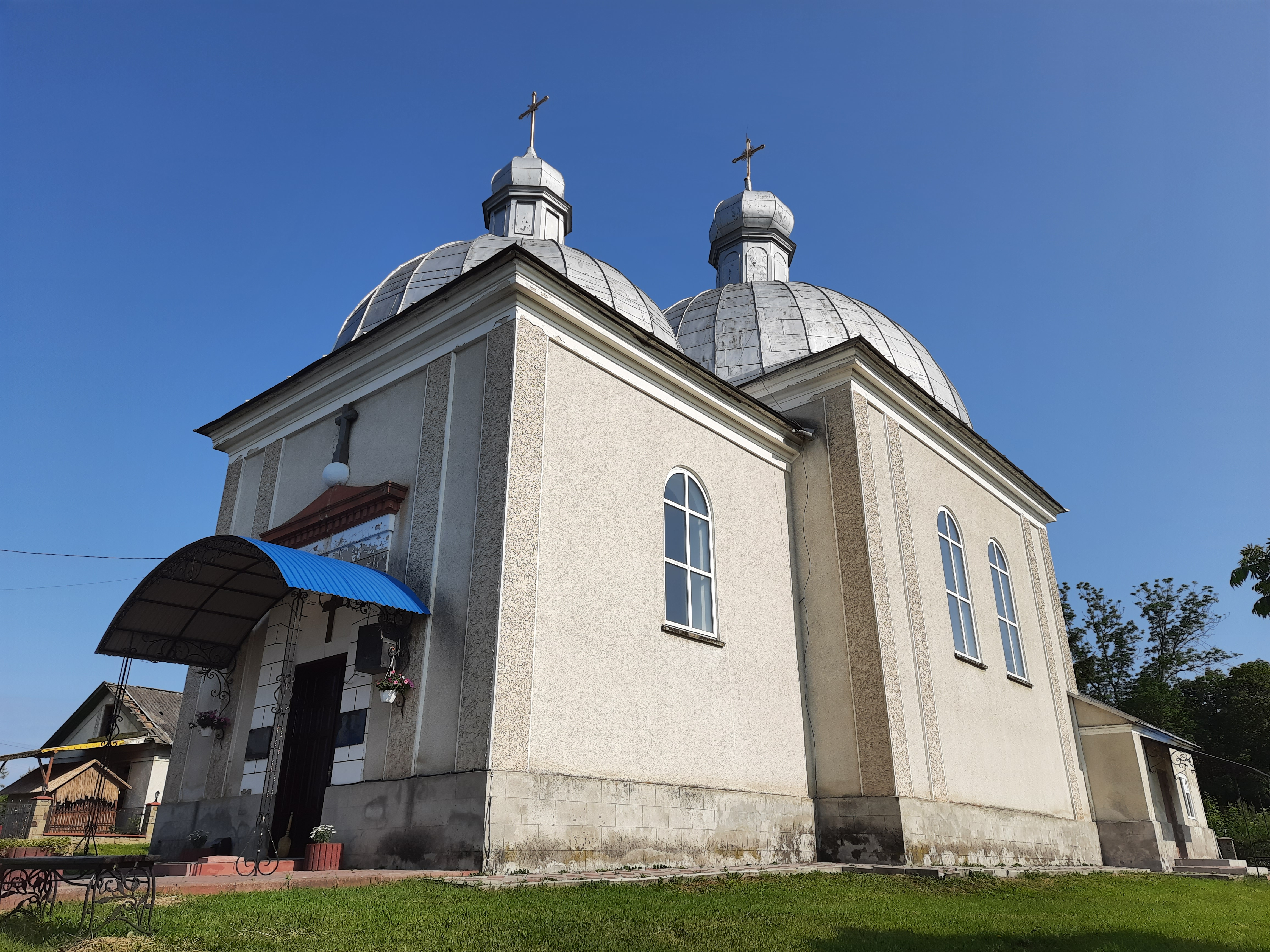
Церква Святого Миколая
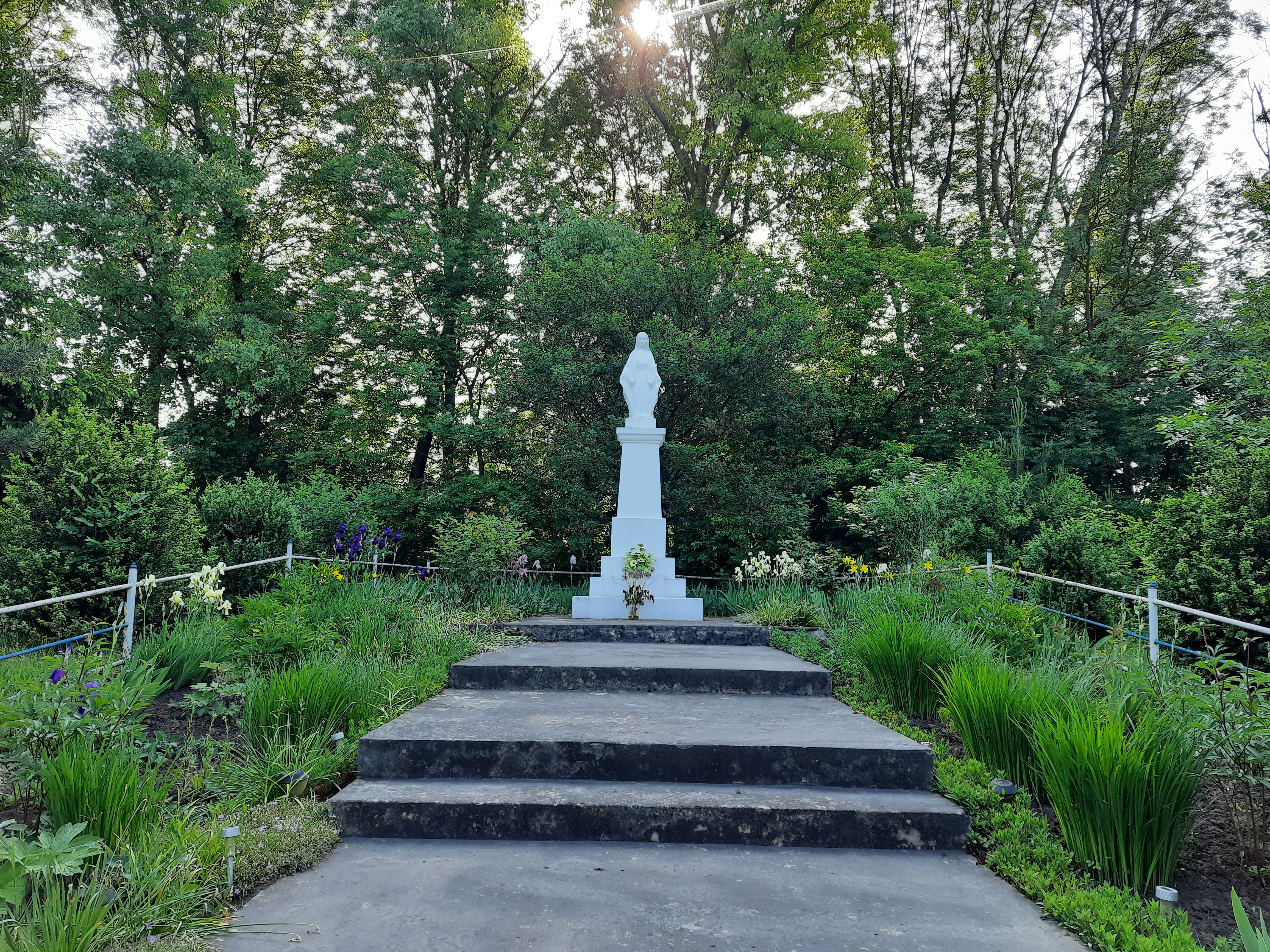
Статуя Божої Матері
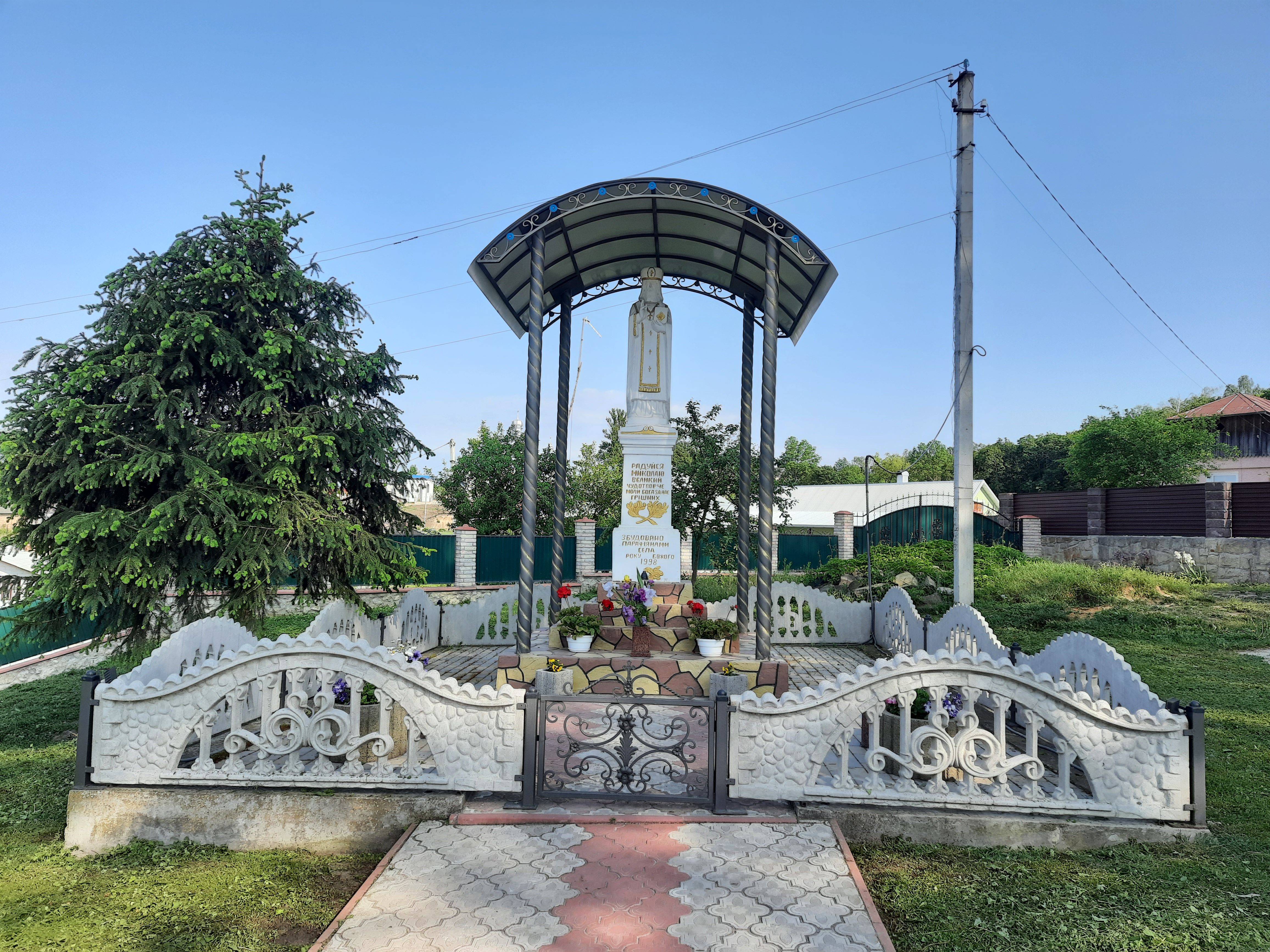
Статуя Святого Миколая
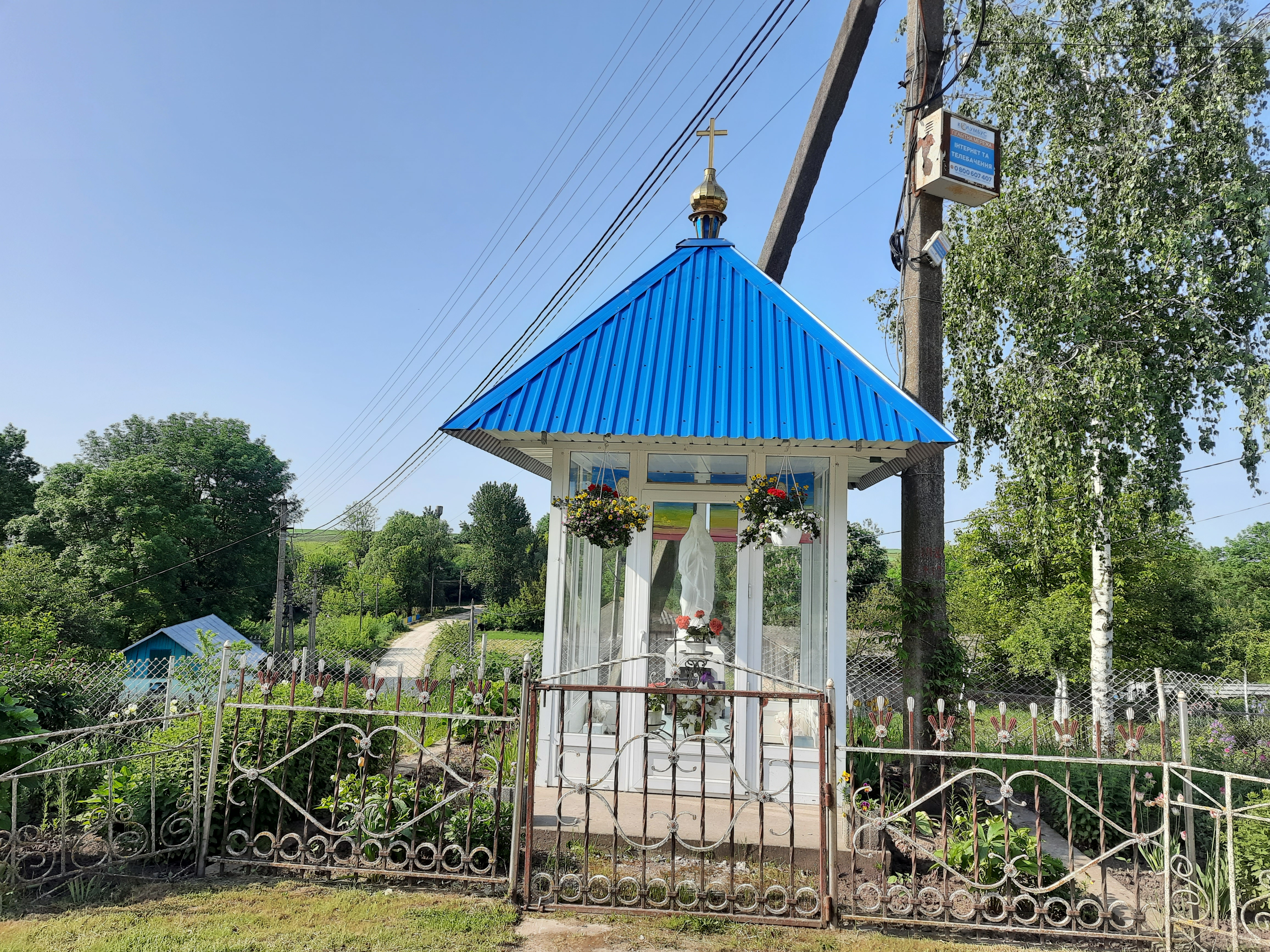
Капличка
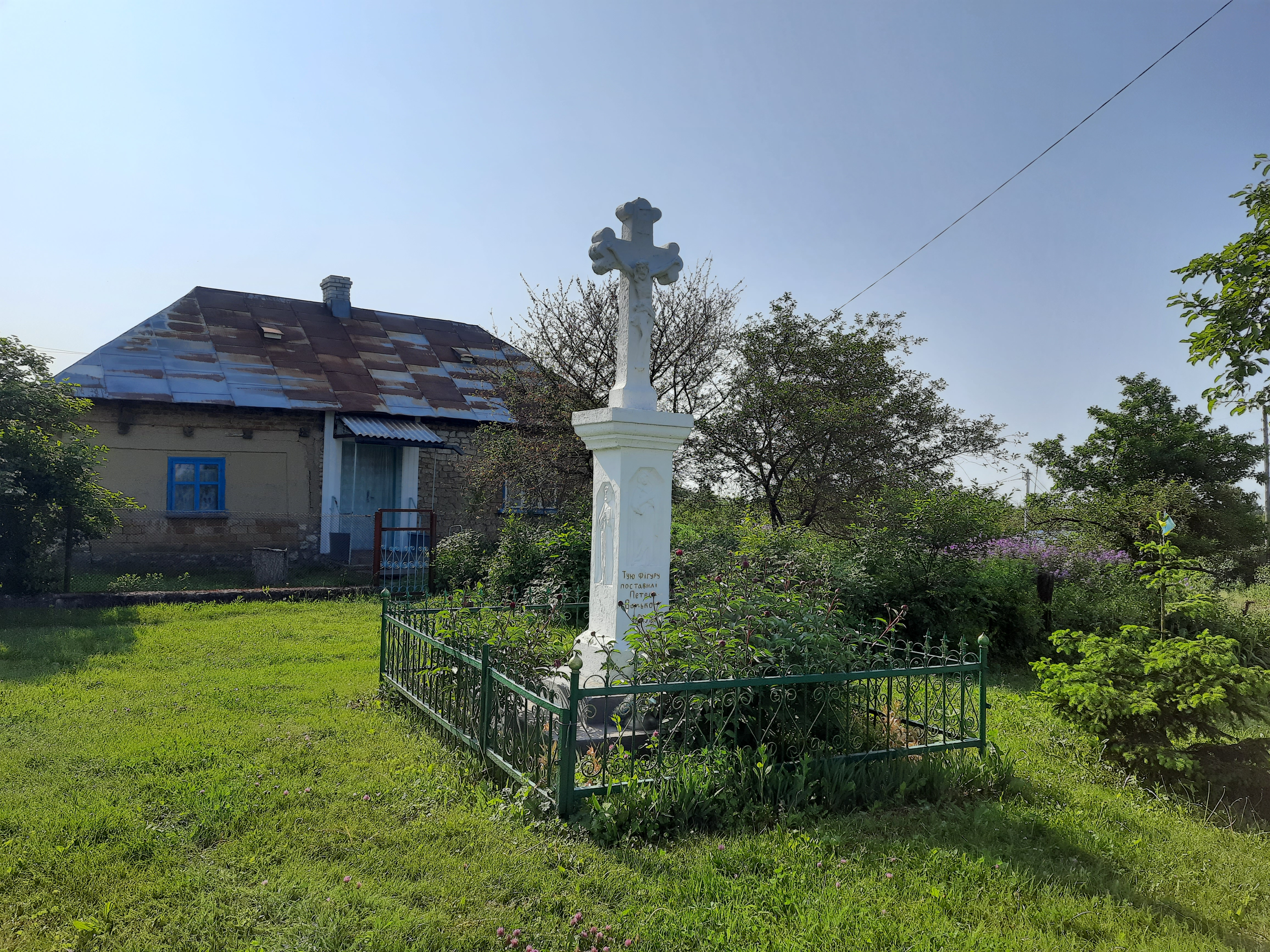
Пам'ятний хрест
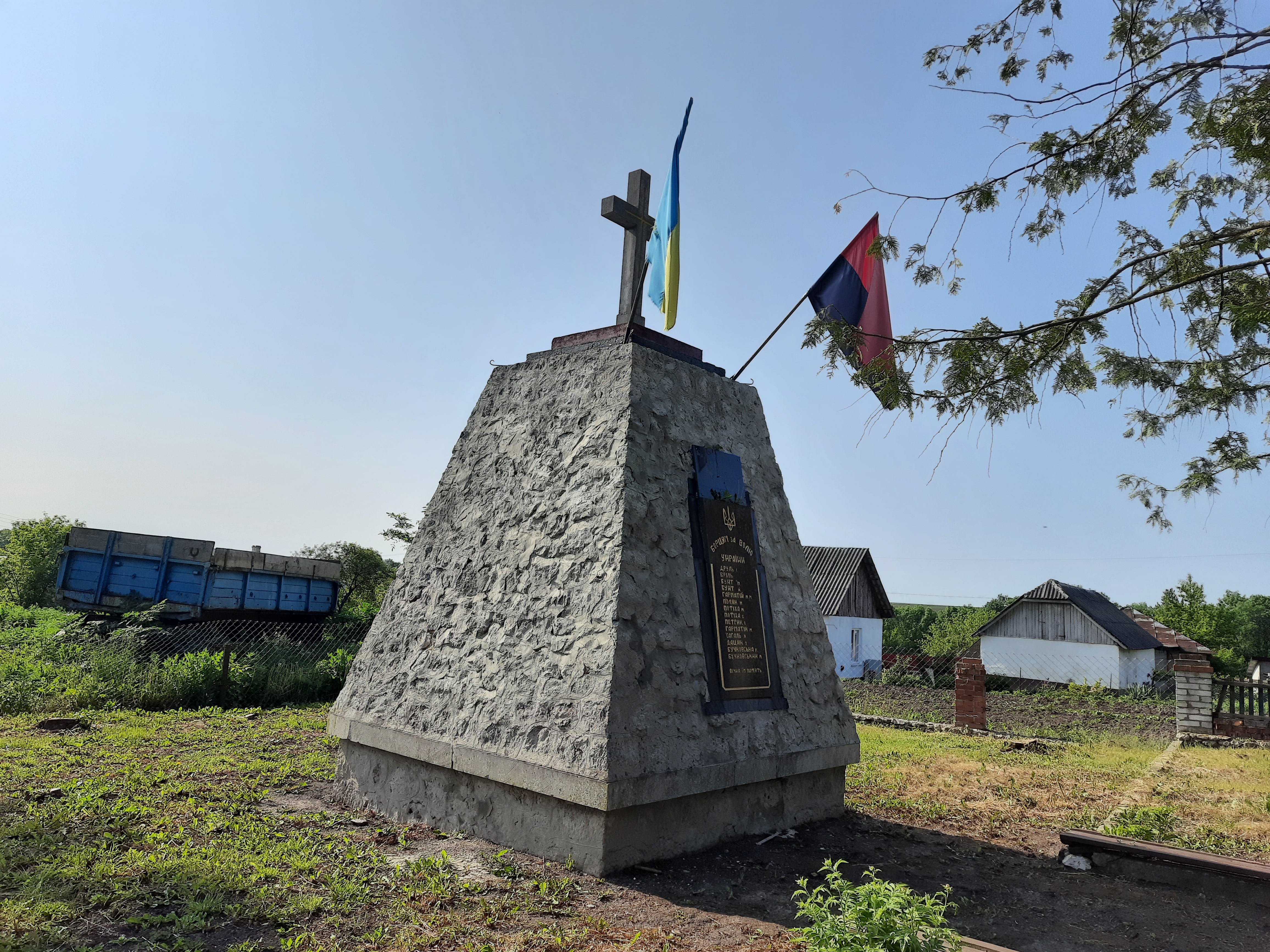
Пам'яний знак Борцям за волю України
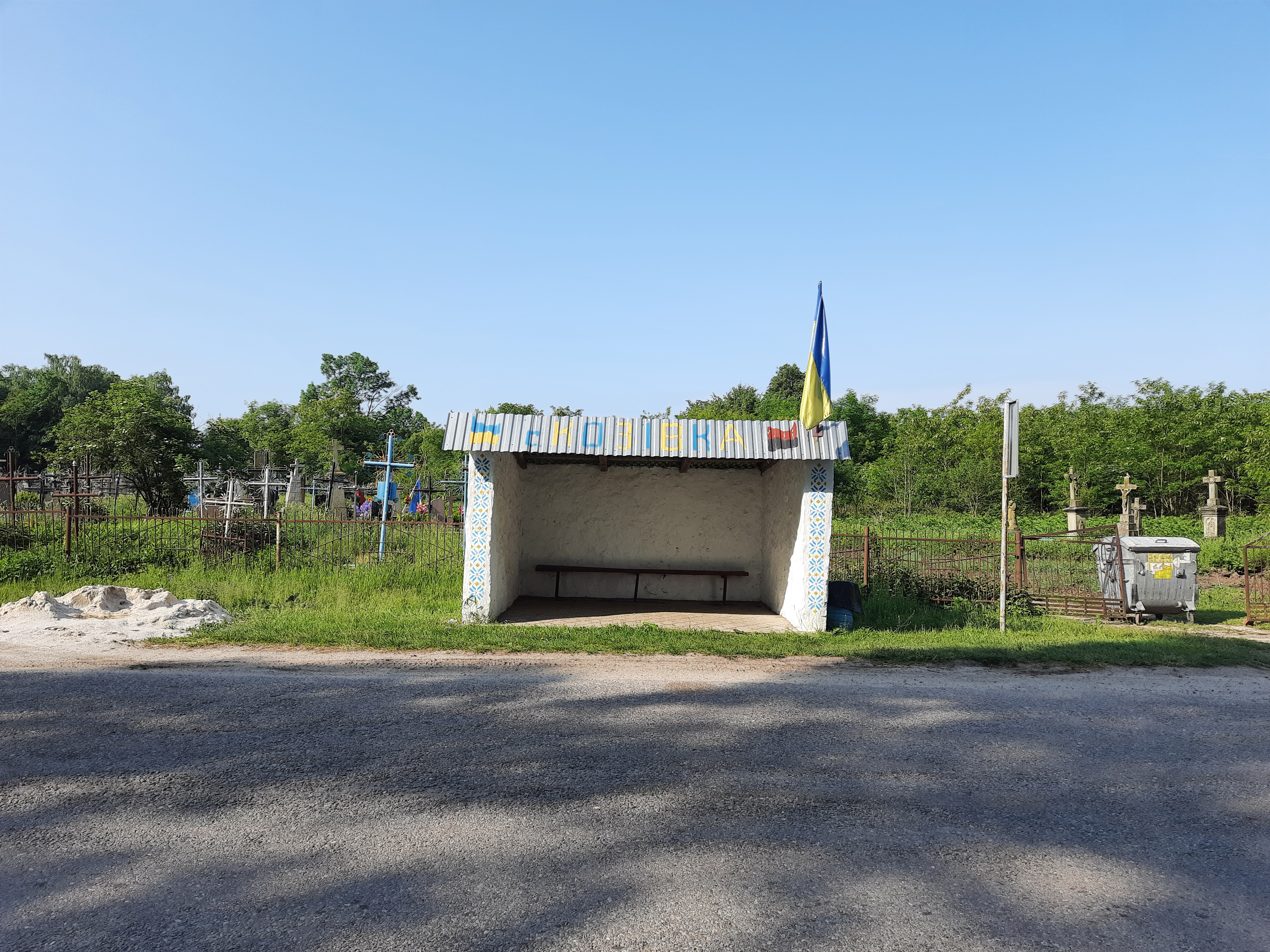
Автобусна зупинка